# Murmanská oblastní duma
Murmanská oblastní duma (rusky Мурманская областная дума) je parlament ruské Murmanské oblasti, jednoho z federálních subjektů země. Skládá se z 32 poslanců volených na pět let.
Volbami 19. září 2021 bylo zahájeno sedmé volební období parlamentu. Na základě výsledků těchto voleb je v dumě 25 poslanců za Jednotné Rusko, 3 za Komunistickou stranu Ruské federace, 2 za Spravedlivé Rusko, 1 za Liberálně-demokratickou stranu Ruska a 1 poslanec za Ruskou stranu sociální spravedlnosti.